# Île Meanguera
L'île Meanguera est une île du golfe de Fonseca (océan Pacifique) à la frontière sud-est de la république du Salvador. Elle appartient administrativement au département de La Unión. L'île est située dans une zone où les frontières entre le Salvador, le Honduras et le Nicaragua convergent. Sa capitale est Meanguera del Golfo (es).
Son territoire est d'origine volcanique et a une longueur de 7 kilomètres et une superficie totale de 16 km². Au centre de l'île se trouve le volcan Evaristo, qui a une hauteur de 466 m.
|                     |
| Plage sur Meanguera |